# Copa Mundial de Fútbol Sub-20 de 2017
La XXI Copa Mundial de Fútbol Sub-20 se llevó a cabo del 20 de mayo al 11 de junio de 2017. El país que acogió el evento fue Corea del Sur que fue designado el 5 de diciembre de 2013 y se llevó a cabo en seis ciudades del país. Los jugadores seleccionables fueron aquellos que nacieron el 1 de enero de 1997 o después de esa fecha. Serbia, campeón de la edición anterior, no pudo defender su título ya que no logró pasar las rondas clasificatorias de la UEFA.
La selección de Inglaterra logró su primer título en su historia al vencer en la final del torneo 1–0 a la selección de Venezuela, que fue la sorpresa del torneo al disputar por primera vez en su historia una final de un torneo FIFA y al vencer a selecciones con mayor trayectoria en el fútbol como Alemania, Japón, Estados Unidos y Uruguay.

## Candidaturas oficiales
La FIFA le pidió a las asociaciones miembros si deseaban ser sede de los mundiales juveniles o la Copa Mundial Sub-20 en 2017, debían de enviar una declaración de intereses antes del 15 de mayo de 2013. Los siguientes países presentaron su candidatura para organizar el torneo en mayo de 2013:
| - Arabia Saudita - Azerbaiyán - Baréin - Corea del Sur | - Francia - Inglaterra - Irlanda - México | - Polonia - Sudáfrica - Túnez - Ucrania |

## Sedes
Nueve ciudades presentaron inicialmente su intención de albergar alguna de las sedes del torneo, de las cuales seis fueron elegidas, Cheonan, Daejeon, Incheon, Jeju, Jeonju y Suwon, descartándose las posibles sedes de Seúl, Pohang y Ulsan.
| Corea del Sur                                 | Corea del Sur                        | Corea del Sur                                    | Corea del Sur                                   |
| --------------------------------------------- | ------------------------------------ | ------------------------------------------------ | ----------------------------------------------- |
| Cheonan Daejeon Incheon Seogwipo Jeonju Suwon | Incheon                              | Suwon                                            | Jeonju                                          |
| Cheonan Daejeon Incheon Seogwipo Jeonju Suwon | Estadio de Incheon Capacidad: 20 891 | Estadio Mundialista de Suwon Capacidad: 42 655   | Estadio Mundialista de Jeonju Capacidad: 42 477 |
| Cheonan Daejeon Incheon Seogwipo Jeonju Suwon |                                      |                                                  |                                                 |
| Cheonan Daejeon Incheon Seogwipo Jeonju Suwon | Cheonan                              | Daejeon                                          | Seogwipo                                        |
| Cheonan Daejeon Incheon Seogwipo Jeonju Suwon | Estadio de Cheonan Capacidad: 26 000 | Estadio Mundialista de Daejeon Capacidad: 40 535 | Estadio Mundialista de Jeju Capacidad: 35 657   |
| Cheonan Daejeon Incheon Seogwipo Jeonju Suwon |                                      |                                                  |                                                 |

## Árbitros
Un total de 22 ternas arbitrales (un árbitro y dos asistentes), 5 árbitros de apoyo y 21 árbitros asistentes por vídeo fueron nombrados para el torneo. Este es el primer torneo juvenil de la FIFA que utiliza el arbitraje asistido por vídeo.
| Confederación | Árbitro                    | Asistentes                                       | Asistentes por vídeo                                                                                          | Árbitro de apoyo      |
| ------------- | -------------------------- | ------------------------------------------------ | --- | --------------------- |
| AFC           | Abdulrahman Al-Jassim      | Taleb Al-Marri Saoud Ahmed Al-Maqaleh            | Muhammad Bin Jahari Ryūji Satō Nawaf Shukralla                                                                | Ahmed Al-Kaf          |
| AFC           | Kim Jong-hyeok             | Yoon Kwang-yeol Kim Young-ha                     | Muhammad Bin Jahari Ryūji Satō Nawaf Shukralla                                                                | Ahmed Al-Kaf          |
| AFC           | Abdulla Hassan Mohamed     | Mohamed Al-Hammadi Hasan Al-Mahri                | Muhammad Bin Jahari Ryūji Satō Nawaf Shukralla                                                                | Ahmed Al-Kaf          |
| CAF           | Sidi Alioum                | Evarist Menkouande Elvis Noupue                  | Mehdi Abid Charef Malang Diedhiou Eric Otogo-Castane                                                          | Bamlak Tessema Weyesa |
| CAF           | Ghead Grisha               | Redouane Achik Waleed Ahmed                      | Mehdi Abid Charef Malang Diedhiou Eric Otogo-Castane                                                          | Bamlak Tessema Weyesa |
| CAF           | Janny Sikazwe              | Jerson dos Santos Zakhele Siwela                 | Mehdi Abid Charef Malang Diedhiou Eric Otogo-Castane                                                          | Bamlak Tessema Weyesa |
| Concacaf      | Joel Aguilar               | Juan Zumba William Torres                        | Roberto García Ricardo Montero John Pittí                                                                     | Yadel Martínez        |
| Concacaf      | Walter López               | Leonel Leal Gerson López                         | Roberto García Ricardo Montero John Pittí                                                                     | Yadel Martínez        |
| Concacaf      | César Ramos                | Marvin Torrentera Miguel Ángel Hernández         | Roberto García Ricardo Montero John Pittí                                                                     | Yadel Martínez        |
| Conmebol      | Julio Bascuñán             | Carlos Astroza Christian Schiemann               | José Argote Wilton Sampaio Gery Vargas Mauro Vigliano                                                         | Mario Díaz de Vivar   |
| Conmebol      | Andrés Cunha               | Nicolás Taran Mauricio Espinosa                  | José Argote Wilton Sampaio Gery Vargas Mauro Vigliano                                                         | Mario Díaz de Vivar   |
| Conmebol      | Diego Haro                 | Jonny Bossio Raúl López Cruz                     | José Argote Wilton Sampaio Gery Vargas Mauro Vigliano                                                         | Mario Díaz de Vivar   |
| Conmebol      | Roddy Zambrano             | Christian Lescano Byron Romero                   | José Argote Wilton Sampaio Gery Vargas Mauro Vigliano                                                         | Mario Díaz de Vivar   |
| OFC           | Matthew Conger             | Simon Lount Tevita Makasini                      | Nick Waldron                                                                                                  |                       |
| OFC           | Norbert Hauata             | Phillippe Revel Bertrand Brial                   | Nick Waldron                                                                                                  |                       |
| UEFA          | Szymon Marciniak           | Paweł Sokolnicki Tomasz Listkiewicz              | William Collum Pavel Královec Danny Makkelie Svein Oddvar Moen Daniele Orsato Tasos Sidiropoulos Felix Zwayer | Ivan Kružliak         |
| UEFA          | Cüneyt Çakır               | Bahattin Duran Tarık Ongun                       | William Collum Pavel Královec Danny Makkelie Svein Oddvar Moen Daniele Orsato Tasos Sidiropoulos Felix Zwayer | Ivan Kružliak         |
| UEFA          | Jonas Eriksson             | Mathias Klasenius Daniel Wärnmark                | William Collum Pavel Královec Danny Makkelie Svein Oddvar Moen Daniele Orsato Tasos Sidiropoulos Felix Zwayer | Ivan Kružliak         |
| UEFA          | Sergei Karasev             | Anton Averianov Tikhon Kalugin                   | William Collum Pavel Královec Danny Makkelie Svein Oddvar Moen Daniele Orsato Tasos Sidiropoulos Felix Zwayer | Ivan Kružliak         |
| UEFA          | Viktor Kassai              | György Ring Vencel Tóth                          | William Collum Pavel Královec Danny Makkelie Svein Oddvar Moen Daniele Orsato Tasos Sidiropoulos Felix Zwayer | Ivan Kružliak         |
| UEFA          | Björn Kuipers              | Sander van Roekel Erwin Zeinstra                 | William Collum Pavel Královec Danny Makkelie Svein Oddvar Moen Daniele Orsato Tasos Sidiropoulos Felix Zwayer | Ivan Kružliak         |
| UEFA          | Antonio Miguel Mateu Lahoz | Pau Cebrián Devis Roberto Díaz Pérez Del Palomar | William Collum Pavel Královec Danny Makkelie Svein Oddvar Moen Daniele Orsato Tasos Sidiropoulos Felix Zwayer | Ivan Kružliak         |

## Equipos participantes
En total fueron 24 equipos de las 6 confederaciones afiliadas a la FIFA los que tomarán parte en el Mundial Sub-20 de 2017.
La distribución de cupos fue ligeramente modificada en relación con el reparto clásico de cupos que se venía dando durante los eventos anteriores. En esta ocasión, y por primera vez, OFC tendrá 2 cupos directos (sin que uno de ellos fuese sede del Mundial, como ocurrió en 2015) en lugar de 1 como había sido últimamente. A cambio de eso se redujo un cupo a los europeos; ahora la UEFA tiene 5 cupos directos en lugar de los 6 que tenía en ediciones anteriores.
En cursiva, los equipos debutantes.
| Clasificatorias | Clasificatorias | Clasificatorias | Clasificatorias | Clasificatorias | Clasificatorias |
| --------------- | --------------- | --------------- | --------------- | --------------- | --------------- |
| AFC             | CAF             | Concacaf        | Conmebol        | OFC             | UEFA            |

| Equipos participantes | Equipos participantes | Equipos participantes | Equipos participantes |
| --------------------- | --------------------- | --------------------- | --------------------- |
| Alemania              | Estados Unidos        | Italia                | Sudáfrica             |
| Arabia Saudita        | Francia               | Japón                 | Uruguay               |
| Argentina             | Guinea                | México                | Vanuatu               |
| Corea del Sur         | Honduras              | Nueva Zelanda         | Venezuela             |
| Costa Rica            | Inglaterra            | Portugal              | Vietnam               |
| Ecuador               | Irán                  | Senegal               | Zambia                |

### Sorteo
Se llevó a cabo el 15 de marzo de 2017 en Suwon a las 15:00 hora local. La distribución de las selecciones en cada bombo fue la siguiente:
| Bombo 1                                                                    | Bombo 2                                                             | Bombo 3                                                                | Bombo 4                                                   |
| -------------------------------------------------------------------------- | ------------------------------------------------------------------- | ---------------------------------------------------------------------- | --------------------------------------------------------- |
| - Corea del Sur - Portugal - Uruguay - Francia - Estados Unidos - Alemania | - México - Argentina - Nueva Zelanda - Senegal - Japón - Costa Rica | - Zambia - Honduras - Inglaterra - Arabia Saudita - Italia - Venezuela | - Ecuador - Sudáfrica - Irán - Vietnam - Guinea - Vanuatu |

## Primera fase
- El calendario de partidos fue anunciado el 23 de noviembre de 2015.[13]
- Los horarios corresponden a la hora de Corea del Sur (UTC +9).[14]
- Leyenda: Pts: Puntos; PJ: Partidos jugados; PG: Partidos ganados; PE: Partidos empatados; PP: Partidos perdidos; GF: Goles a favor; GC: Goles en contra; Dif: Diferencia de goles.

### Grupo A
| Equipo        | Pts | PJ | PG | PE | PP | GF | GC | Dif |
| ------------- | --- | -- | -- | -- | -- | -- | -- | --- |
| Inglaterra    | 7   | 3  | 2  | 1  | 0  | 5  | 1  | 4   |
| Corea del Sur | 6   | 3  | 2  | 0  | 1  | 5  | 2  | 3   |
| Argentina     | 3   | 3  | 1  | 0  | 2  | 6  | 5  | 1   |
| Guinea        | 1   | 3  | 0  | 1  | 2  | 1  | 9  | -8  |

| 20 de mayo de 2017, 16:30 | Argentina | 0:3 (0:1) | Inglaterra                                               | Estadio Mundialista, Jeonju                                        |                                                                    |
|                           |           | Reporte   | Calvert-Lewin 38' · Armstrong 52' · Solanke 90+3' (pen.) | Asistencia: 15 510 espectadores Árbitro(s): Abdulla Hassan Mohamed | Asistencia: 15 510 espectadores Árbitro(s): Abdulla Hassan Mohamed |

| 20 de mayo de 2017, 20:00 | Corea del Sur                                             | 3:0 (1:0) | Guinea | Estadio Mundialista, Jeonju                                |                                                            |
|                           | Lee Seung-woo 36' · Lim Min-hyeok 76' · Paik Seung-ho 81' | Reporte   |        | Asistencia: 37 500 espectadores Árbitro(s): Julio Bascuñán | Asistencia: 37 500 espectadores Árbitro(s): Julio Bascuñán |

| 23 de mayo de 2017, 17:00 | Inglaterra | 1:1 (0:0) | Guinea            | Estadio Mundialista, Jeonju                            |                                                        |
|                           | Cook 53'   | Reporte   | Tomori 59' (a.g.) | Asistencia: 5992 espectadores Árbitro(s): Joel Aguilar | Asistencia: 5992 espectadores Árbitro(s): Joel Aguilar |

| 23 de mayo de 2017, 20:00 | Corea del Sur                                | 2:1 (2:0) | Argentina  | Estadio Mundialista, Jeonju                              |                                                          |
|                           | Lee Seung-woo 18' · Paik Seung-ho 42' (pen.) | Reporte   | Torres 50' | Asistencia: 27 058 espectadores Árbitro(s): Cüneyt Çakır | Asistencia: 27 058 espectadores Árbitro(s): Cüneyt Çakır |

| 26 de mayo de 2017, 20:00 | Inglaterra | 1:0 (0:0) | Corea del Sur | Estadio Mundialista, Suwon                              |                                                         |
|                           | Dowell 56' | Reporte   |               | Asistencia: 35 279 espectadores Árbitro(s): César Ramos | Asistencia: 35 279 espectadores Árbitro(s): César Ramos |

| 26 de mayo de 2017, 20:00 | Guinea | 0:5 (0:2) | Argentina                                                   | Estadio Mundialista, Seogwipo                           |                                                         |
|                           |        | Reporte   | Torres 33' · L. Martínez 43' 79' · Zaracho 50' · Senesi 74' | Asistencia: 4545 espectadores Árbitro(s): Viktor Kassai | Asistencia: 4545 espectadores Árbitro(s): Viktor Kassai |

### Grupo B
| Equipo    | Pts | PJ | PG | PE | PP | GF | GC | Dif |
| --------- | --- | -- | -- | -- | -- | -- | -- | --- |
| Venezuela | 9   | 3  | 3  | 0  | 0  | 10 | 0  | 10  |
| México    | 4   | 3  | 1  | 1  | 1  | 3  | 3  | 0   |
| Alemania  | 4   | 3  | 1  | 1  | 1  | 3  | 4  | -1  |
| Vanuatu   | 0   | 3  | 0  | 0  | 3  | 4  | 13 | -9  |

| 20 de mayo de 2017, 14:00 | Venezuela              | 2:0 (0:0) | Alemania | Estadio Mundialista, Daejeon                           |                                                        |
|                           | Peña 51' · Córdova 54' | Reporte   |          | Asistencia: 5049 espectadores Árbitro(s): Ghead Grisha | Asistencia: 5049 espectadores Árbitro(s): Ghead Grisha |

| 20 de mayo de 2017, 17:00 | Vanuatu                | 2:3 (0:2) | México                                    | Estadio Mundialista, Daejeon                             |                                                          |
|                           | Kalo 51' · Wilkins 60' | Reporte   | Magaña 10' · Cisneros 25' · Álvarez 90+4' | Asistencia: 6251 espectadores Árbitro(s): Sergei Karasev | Asistencia: 6251 espectadores Árbitro(s): Sergei Karasev |

| 23 de mayo de 2017, 17:00 | Venezuela                                                                                     | 7:0 (2:0) | Vanuatu | Estadio Mundialista, Daejeon                             |                                                          |
|                           | Velásquez 31' · Córdova 42' 73' · Peñaranda 46' · Faríñez 55' (pen.) · Hurtado 82' · Sosa 89' | Reporte   |         | Asistencia: 1495 espectadores Árbitro(s): Kim Jong-Hyeok | Asistencia: 1495 espectadores Árbitro(s): Kim Jong-Hyeok |

| 23 de mayo de 2017, 20:00 | México | 0:0     | Alemania | Estadio Mundialista, Daejeon                            |                                                         |
|                           |        | Reporte |          | Asistencia: 4388 espectadores Árbitro(s): Janny Sikazwe | Asistencia: 4388 espectadores Árbitro(s): Janny Sikazwe |

| 26 de mayo de 2017, 17:00 | México | 0:1 (0:1) | Venezuela   | Estadio Mundialista, Suwon                               |                                                          |
|                           |        | Reporte   | Córdova 33' | Asistencia: 5040 espectadores Árbitro(s): Jonas Eriksson | Asistencia: 5040 espectadores Árbitro(s): Jonas Eriksson |

| 26 de mayo de 2017, 17:00 | Alemania                         | 3:2 (2:0) | Vanuatu      | Estadio Mundialista, Seogwipo                          |                                                        |
|                           | Badu 27' · Reese 32' · Iyoha 50' | Reporte   | Kalo 52' 77' | Asistencia: 3175 espectadores Árbitro(s): Walter López | Asistencia: 3175 espectadores Árbitro(s): Walter López |

### Grupo C
| Equipo     | Pts | PJ | PG | PE | PP | GF | GC | Dif |
| ---------- | --- | -- | -- | -- | -- | -- | -- | --- |
| Zambia     | 6   | 3  | 2  | 0  | 1  | 6  | 4  | 2   |
| Portugal   | 4   | 3  | 1  | 1  | 1  | 4  | 4  | 0   |
| Costa Rica | 4   | 3  | 1  | 1  | 1  | 2  | 2  | 0   |
| Irán       | 3   | 3  | 1  | 0  | 2  | 4  | 6  | -2  |

| 21 de mayo de 2017, 14:00 | Zambia                       | 2:1 (0:0) | Portugal     | Estadio Mundialista, Seogwipo                         |                                                       |
|                           | Chilufya 51' · F. Sakala 76' | Reporte   | Helder 90+1' | Asistencia: 4356 espectadores Árbitro(s): César Ramos | Asistencia: 4356 espectadores Árbitro(s): César Ramos |

| 21 de mayo de 2017, 17:00 | Irán           | 1:0 (0:0) | Costa Rica | Estadio Mundialista, Seogwipo                            |                                                          |
|                           | Mehdikhani 81' | Reporte   |            | Asistencia: 4896 espectadores Árbitro(s): Jonas Eriksson | Asistencia: 4896 espectadores Árbitro(s): Jonas Eriksson |

| 24 de mayo de 2017, 17:00 | Zambia                                              | 4:2 (0:1) | Irán                  | Estadio Mundialista, Seogwipo                                 |                                                               |
|                           | F. Sakala 54' · Mwepu 59' · E. Banda 65' · Daka 71' | Reporte   | Shekari 7' 49' (pen.) | Asistencia: 2060 espectadores Árbitro(s): Antonio Mateu Lahoz | Asistencia: 2060 espectadores Árbitro(s): Antonio Mateu Lahoz |

| 24 de mayo de 2017, 20:00 | Costa Rica       | 1:1 (0:1) | Portugal             | Estadio Mundialista, Seogwipo                                   |                                                                 |
|                           | Marín 48' (pen.) | Reporte   | Gonçalves 32' (pen.) | Asistencia: 3147 espectadores Árbitro(s): Abdulrahman Al Jassim | Asistencia: 3147 espectadores Árbitro(s): Abdulrahman Al Jassim |

| 27 de mayo de 2017, 17:00 | Costa Rica | 1:0 (1:0) | Zambia | Estadio de Cheonan, Cheonan                              |                                                          |
|                           | Daly 15'   | Reporte   |        | Asistencia: 4508 espectadores Árbitro(s): Matthew Conger | Asistencia: 4508 espectadores Árbitro(s): Matthew Conger |

| 27 de mayo de 2017, 17:00 | Portugal                  | 2:1 (0:1) | Irán       | Estadio de Incheon, Incheon                              |                                                          |
|                           | Gonçalves 54' · Silva 86' | Reporte   | Shekari 4' | Asistencia: 6085 espectadores Árbitro(s): Roddy Zambrano | Asistencia: 6085 espectadores Árbitro(s): Roddy Zambrano |

### Grupo D
| Equipo    | Pts | PJ | PG | PE | PP | GF | GC | Dif |
| --------- | --- | -- | -- | -- | -- | -- | -- | --- |
| Uruguay   | 7   | 3  | 2  | 1  | 0  | 3  | 0  | 3   |
| Italia    | 4   | 3  | 1  | 1  | 1  | 4  | 3  | 1   |
| Japón     | 4   | 3  | 1  | 1  | 1  | 4  | 5  | -1  |
| Sudáfrica | 1   | 3  | 0  | 1  | 2  | 1  | 4  | -3  |

| 21 de mayo de 2017, 17:00 | Sudáfrica   | 1:2 (1:0) | Japón                | Estadio Mundialista, Suwon                               |                                                          |
|                           | Margeman 7' | Reporte   | Ogawa 48' · Doan 72' | Asistencia: 8091 espectadores Árbitro(s): Matthew Conger | Asistencia: 8091 espectadores Árbitro(s): Matthew Conger |

| 21 de mayo de 2017, 20:00 | Italia | 0:1 (0:0) | Uruguay    | Estadio Mundialista, Suwon                             |                                                        |
|                           |        | Reporte   | Amaral 76' | Asistencia: 9128 espectadores Árbitro(s): Walter López | Asistencia: 9128 espectadores Árbitro(s): Walter López |

| 24 de mayo de 2017, 17:00 | Sudáfrica | 0:2 (0:1) | Italia                            | Estadio Mundialista, Suwon                               |                                                          |
|                           |           | Reporte   | Orsolini 23' (pen.) · Favilli 57' | Asistencia: 5931 espectadores Árbitro(s): Roddy Zambrano | Asistencia: 5931 espectadores Árbitro(s): Roddy Zambrano |

| 24 de mayo de 2017, 20:00 | Uruguay                           | 2:0 (1:0) | Japón | Estadio Mundialista, Suwon                                 |                                                            |
|                           | Schiappacasse 38' · Olivera 90+1' | Reporte   |       | Asistencia: 7978 espectadores Árbitro(s): Szymon Marciniak | Asistencia: 7978 espectadores Árbitro(s): Szymon Marciniak |

| 27 de mayo de 2017, 20:00 | Uruguay | 0:0     | Sudáfrica | Estadio de Incheon, Incheon                              |                                                          |
|                           |         | Reporte |           | Asistencia: 7707 espectadores Árbitro(s): Sergei Karasev | Asistencia: 7707 espectadores Árbitro(s): Sergei Karasev |

| 27 de mayo de 2017, 20:00 | Japón        | 2:2 (1:2) | Italia                  | Estadio de Cheonan, Cheonan                              |                                                          |
|                           | Doan 22' 50' | Reporte   | Orsolini 3' · Panico 7' | Asistencia: 10 003 espectadores Árbitro(s): Ghead Grisha | Asistencia: 10 003 espectadores Árbitro(s): Ghead Grisha |

### Grupo E
| Equipo        | Pts | PJ | PG | PE | PP | GF | GC | Dif |
| ------------- | --- | -- | -- | -- | -- | -- | -- | --- |
| Francia       | 9   | 3  | 3  | 0  | 0  | 9  | 0  | 9   |
| Nueva Zelanda | 4   | 3  | 1  | 1  | 1  | 3  | 3  | 0   |
| Honduras      | 3   | 3  | 1  | 0  | 2  | 3  | 6  | -3  |
| Vietnam       | 1   | 3  | 0  | 1  | 2  | 0  | 6  | -6  |

| 22 de mayo de 2017, 17:00 | Francia                                | 3:0 (2:0) | Honduras | Estadio de Cheonan, Cheonan                            |                                                        |
|                           | Augustin 15' · Harit 44' · Terrier 81' | Reporte   |          | Asistencia: 2947 espectadores Árbitro(s): Andrés Cunha | Asistencia: 2947 espectadores Árbitro(s): Andrés Cunha |

| 22 de mayo de 2017, 20:00 | Vietnam | 0:0     | Nueva Zelanda | Estadio de Cheonan, Cheonan                           |                                                       |
|                           |         | Reporte |               | Asistencia: 6975 espectadores Árbitro(s): Sidi Alioum | Asistencia: 6975 espectadores Árbitro(s): Sidi Alioum |

| 25 de mayo de 2017, 17:00 | Francia                                  | 4:0 (3:0) | Vietnam | Estadio de Cheonan, Cheonan                              |                                                          |
|                           | Thuram 18' · Augustin 22' 45' · Poha 52' | Reporte   |         | Asistencia: 4672 espectadores Árbitro(s): Norbert Hauata | Asistencia: 4672 espectadores Árbitro(s): Norbert Hauata |

| 25 de mayo de 2017, 20:00 | Nueva Zelanda                      | 3:1 (2:0) | Honduras    | Estadio de Cheonan, Cheonan                          |                                                      |
|                           | Bevan 1' 56' (pen.) · Ashworth 23' | Reporte   | Álvarez 50' | Asistencia: 6074 espectadores Árbitro(s): Diego Haro | Asistencia: 6074 espectadores Árbitro(s): Diego Haro |

| 28 de mayo de 2017, 15:00 | Nueva Zelanda | 0:2 (0:2) | Francia               | Estadio Mundialista, Daejeon                             |                                                          |
|                           |               | Reporte   | Saint-Maximin 22' 37' | Asistencia: 4280 espectadores Árbitro(s): Kim Jong-Hyeok | Asistencia: 4280 espectadores Árbitro(s): Kim Jong-Hyeok |

| 28 de mayo de 2017, 15:00 | Honduras                 | 2:0 (0:0) | Vietnam | Estadio Mundialista, Jeonju                                        |                                                                    |
|                           | Cruz 76' · Álvarez 90+3' | Reporte   |         | Asistencia: 10 427 espectadores Árbitro(s): Abdulla Hassan Mohamed | Asistencia: 10 427 espectadores Árbitro(s): Abdulla Hassan Mohamed |

### Grupo F
| Equipo         | Pts | PJ | PG | PE | PP | GF | GC | Dif |
| -------------- | --- | -- | -- | -- | -- | -- | -- | --- |
| Estados Unidos | 5   | 3  | 1  | 2  | 0  | 5  | 4  | 1   |
| Senegal        | 4   | 3  | 1  | 1  | 1  | 2  | 1  | 1   |
| Arabia Saudita | 4   | 3  | 1  | 1  | 1  | 3  | 4  | -1  |
| Ecuador        | 2   | 3  | 0  | 2  | 1  | 4  | 5  | -1  |

| 22 de mayo de 2017, 17:00 | Ecuador                  | 3:3 (2:1) | Estados Unidos                      | Estadio de Incheon, Incheon                             |                                                         |
|                           | Lino 5' · Cabezas 7' 64' | Reporte   | Sargent 36' 54' · De la Torre 90+4' | Asistencia: 3886 espectadores Árbitro(s): Björn Kuipers | Asistencia: 3886 espectadores Árbitro(s): Björn Kuipers |

| 22 de mayo de 2017, 20:00 | Arabia Saudita | 0:2 (0:2) | Senegal                | Estadio de Incheon, Incheon                             |                                                         |
|                           |                | Reporte   | Niane 13' · Diagne 15' | Asistencia: 5110 espectadores Árbitro(s): Viktor Kassai | Asistencia: 5110 espectadores Árbitro(s): Viktor Kassai |

| 25 de mayo de 2017, 17:00 | Ecuador     | 1:2 (0:1) | Arabia Saudita | Estadio de Incheon, Incheon                           |                                                       |
|                           | Caicedo 89' | Reporte   | Al-Yami 7' 84' | Asistencia: 3496 espectadores Árbitro(s): Sidi Alioum | Asistencia: 3496 espectadores Árbitro(s): Sidi Alioum |

| 25 de mayo de 2017, 20:00 | Senegal | 0:1 (0:1) | Estados Unidos | Estadio de Incheon, Incheon                            |                                                        |
|                           |         | Reporte   | Sargent 34'    | Asistencia: 5864 espectadores Árbitro(s): Andrés Cunha | Asistencia: 5864 espectadores Árbitro(s): Andrés Cunha |

| 28 de mayo de 2017, 18:00 | Senegal | 0:0     | Ecuador | Estadio Mundialista, Jeonju                                     |                                                                 |
|                           |         | Reporte |         | Asistencia: 11 047 espectadores Árbitro(s): Antonio Mateu Lahoz | Asistencia: 11 047 espectadores Árbitro(s): Antonio Mateu Lahoz |

| 28 de mayo de 2017, 18:00 | Estados Unidos | 1:1 (1:0) | Arabia Saudita | Estadio Mundialista, Daejeon                         |                                                      |
|                           | Lennon 40'     | Reporte   | Alamri 74'     | Asistencia: 5460 espectadores Árbitro(s): Diego Haro | Asistencia: 5460 espectadores Árbitro(s): Diego Haro |

### Mejores terceros
| Equipo         | Gr | Pts | PJ | PG | PE | PP | GF | GC | Dif |
| -------------- | -- | --- | -- | -- | -- | -- | -- | -- | --- |
| Costa Rica     | C  | 4   | 3  | 1  | 1  | 1  | 2  | 2  | 0   |
| Japón          | D  | 4   | 3  | 1  | 1  | 1  | 4  | 5  | -1  |
| Alemania       | B  | 4   | 3  | 1  | 1  | 1  | 3  | 4  | -1  |
| Arabia Saudita | F  | 4   | 3  | 1  | 1  | 1  | 3  | 4  | -1  |
| Argentina      | A  | 3   | 3  | 1  | 0  | 2  | 6  | 5  | 1   |
| Honduras       | E  | 3   | 3  | 1  | 0  | 2  | 3  | 6  | -3  |

Los emparejamientos de los octavos de final fueron definidos de la siguiente manera:
- Partido 1: 1.° del grupo B v 3.° del grupo A/C/D
- Partido 2: 2.° del grupo A v 2.° del grupo C
- Partido 3: 1.° del grupo A v 3.° del grupo C/D/E
- Partido 4: 1.° del grupo C v 3.° del grupo A/B/F
- Partido 5: 1.° del grupo D v 3.° del grupo B/E/F
- Partido 6: 2.° del grupo B v 2.° del grupo F
- Partido 7: 1.° del grupo E v 2.° del grupo D
- Partido 8: 1.° del grupo F v 2.° del grupo E

Los emparejamientos de los partidos 1, 3, 4 y 5 dependen de quienes sean los terceros lugares que se clasifiquen a los octavos de final. La siguiente tabla muestra las diferentes opciones para definir a los rivales de los ganadores de los grupos A, B, C y D.
     – Combinación que se dio en esta edición.
| Si los 4 mejores terceros son de los grupos: | El 1.° del grupo A juega con: | El 1.° del grupo B juega con: | El 1.° del grupo C juega con: | El 1.° del grupo D juega con: |
| -------------------------------------------- | ----------------------------- | ----------------------------- | ----------------------------- | ----------------------------- |
| A, B, C y D                                  | 3.° del grupo C               | 3.° del grupo D               | 3.° del grupo A               | 3.° del grupo B               |
| A, B, C y E                                  | 3.° del grupo C               | 3.° del grupo A               | 3.° del grupo B               | 3.° del grupo E               |
| A, B, C y F                                  | 3.° del grupo C               | 3.° del grupo A               | 3.° del grupo B               | 3.° del grupo F               |
| A, B, D y E                                  | 3.° del grupo D               | 3.° del grupo A               | 3.° del grupo B               | 3.° del grupo E               |
| A, B, D y F                                  | 3.° del grupo D               | 3.° del grupo A               | 3.° del grupo B               | 3.° del grupo F               |
| A, B, E y F                                  | 3.° del grupo E               | 3.° del grupo A               | 3.° del grupo B               | 3.° del grupo F               |
| A, C, D y E                                  | 3.° del grupo C               | 3.° del grupo D               | 3.° del grupo A               | 3.° del grupo E               |
| A, C, D y F                                  | 3.° del grupo C               | 3.° del grupo D               | 3.° del grupo A               | 3.° del grupo F               |
| A, C, E y F                                  | 3.° del grupo C               | 3.° del grupo A               | 3.° del grupo F               | 3.° del grupo E               |
| A, D, E y F                                  | 3.° del grupo D               | 3.° del grupo A               | 3.° del grupo F               | 3.° del grupo E               |
| B, C, D y E                                  | 3.° del grupo C               | 3.° del grupo D               | 3.° del grupo B               | 3.° del grupo E               |
| B, C, D y F                                  | 3.° del grupo C               | 3.° del grupo D               | 3.° del grupo B               | 3.° del grupo F               |
| B, C, E y F                                  | 3.° del grupo E               | 3.° del grupo C               | 3.° del grupo B               | 3.° del grupo F               |
| B, D, E y F                                  | 3.° del grupo E               | 3.° del grupo D               | 3.° del grupo B               | 3.° del grupo F               |
| C, D, E y F                                  | 3.° del grupo C               | 3.° del grupo D               | 3.° del grupo F               | 3.° del grupo E               |

## Segunda fase

### Cuadro
|  | Octavos de final     | Octavos de final     |                      |       | Cuartos de final             | Cuartos de final             |                     |                     | Semifinales | Semifinales |  |  | Final | Final |
|  |                      |                      |                      |       |                              |                              |                     |                     |             |             |  |  |       |       |
|  | 30 de mayo – Cheonan |                      |                      |       |                              |                              |                     |                     |             |             |  |  |       |       |
|  |                      |                      |                      |       |                              |                              |                     |                     |             |             |  |  |       |       |
|  | Corea del Sur        | 1                    |                      |       |                              |                              |                     |                     |             |             |  |  |       |       |
|  | Corea del Sur        | 1                    | 4 de junio – Daejeon |       |                              |                              |                     |                     |             |             |  |  |       |       |
|  | Portugal             | 3                    |                      |       |                              |                              |                     |                     |             |             |  |  |       |       |
|  | Portugal             | 3                    | Portugal             | 2 (4) |                              |                              |                     |                     |             |             |  |  |       |       |
|  | 31 de mayo – Suwon   |                      | Portugal             | 2 (4) |                              |                              |                     |                     |             |             |  |  |       |       |
|  |                      | Uruguay (p.)         | 2 (5)                |       |                              |                              |                     |                     |             |             |  |  |       |       |
|  | Uruguay              | Uruguay (p.)         | 2 (5)                | 1     |                              |                              |                     |                     |             |             |  |  |       |       |
|  | Uruguay              |                      | 8 de junio – Daejeon | 1     |                              |                              |                     |                     |             |             |  |  |       |       |
|  | Arabia Saudita       | 0                    |                      |       |                              |                              |                     |                     |             |             |  |  |       |       |
|  | Arabia Saudita       | 0                    | Uruguay              | 1 (3) |                              |                              |                     |                     |             |             |  |  |       |       |
|  | 30 de mayo – Daejeon |                      | Uruguay              | 1 (3) |                              |                              |                     |                     |             |             |  |  |       |       |
|  |                      | Venezuela (p.)       | 1 (4)                |       |                              |                              |                     |                     |             |             |  |  |       |       |
|  | Venezuela (t.s.)     | Venezuela (p.)       | 1 (4)                | 1     |                              |                              |                     |                     |             |             |  |  |       |       |
|  | Venezuela (t.s.)     | 4 de junio – Jeonju  |                      | 1     |                              |                              |                     |                     |             |             |  |  |       |       |
|  | Japón                | 0                    |                      |       |                              |                              |                     |                     |             |             |  |  |       |       |
|  | Japón                | 0                    | Venezuela (t.s.)     | 2     |                              |                              |                     |                     |             |             |  |  |       |       |
|  | 1 de junio – Incheon |                      | Venezuela (t.s.)     | 2     |                              |                              |                     |                     |             |             |  |  |       |       |
|  |                      | Estados Unidos       | 1                    |       |                              |                              |                     |                     |             |             |  |  |       |       |
|  | Estados Unidos       | Estados Unidos       | 1                    | 6     |                              |                              |                     |                     |             |             |  |  |       |       |
|  | Estados Unidos       |                      | 11 de junio – Suwon  | 6     |                              |                              |                     |                     |             |             |  |  |       |       |
|  | Nueva Zelanda        | 0                    |                      |       |                              |                              |                     |                     |             |             |  |  |       |       |
|  | Nueva Zelanda        | 0                    | Venezuela            | 0     |                              |                              |                     |                     |             |             |  |  |       |       |
|  | 1 de junio – Cheonan |                      | Venezuela            | 0     |                              |                              |                     |                     |             |             |  |  |       |       |
|  |                      | Inglaterra           | 1                    |       |                              |                              |                     |                     |             |             |  |  |       |       |
|  | Francia              | Inglaterra           | 1                    | 1     |                              |                              |                     |                     |             |             |  |  |       |       |
|  | Francia              | 5 de junio – Suwon   |                      | 1     |                              |                              |                     |                     |             |             |  |  |       |       |
|  | Italia               | 2                    |                      |       |                              |                              |                     |                     |             |             |  |  |       |       |
|  | Italia               | 2                    | Italia (t.s.)        | 3     |                              |                              |                     |                     |             |             |  |  |       |       |
|  | 31 de mayo – Jeju    |                      | Italia (t.s.)        | 3     |                              |                              |                     |                     |             |             |  |  |       |       |
|  |                      | Zambia               | 2                    |       |                              |                              |                     |                     |             |             |  |  |       |       |
|  | Zambia (t.s.)        | Zambia               | 2                    | 4     |                              |                              |                     |                     |             |             |  |  |       |       |
|  | Zambia (t.s.)        |                      | 8 de junio – Jeonju  | 4     |                              |                              |                     |                     |             |             |  |  |       |       |
|  | Alemania             | 3                    |                      |       |                              |                              |                     |                     |             |             |  |  |       |       |
|  | Alemania             | 3                    | Italia               | 1     |                              |                              |                     |                     |             |             |  |  |       |       |
|  | 1 de junio – Incheon |                      | Italia               | 1     |                              |                              |                     |                     |             |             |  |  |       |       |
|  |                      | Inglaterra           | 3                    |       | Partido por el tercer puesto | Partido por el tercer puesto |                     |                     |             |             |  |  |       |       |
|  | México               | Inglaterra           | 3                    | 1     | Partido por el tercer puesto | Partido por el tercer puesto |                     |                     |             |             |  |  |       |       |
|  | México               | 5 de junio – Cheonan | 5 de junio – Cheonan | 1     |                              |                              | 11 de junio – Suwon | 11 de junio – Suwon |             |             |  |  |       |       |
|  | Senegal              | 5 de junio – Cheonan | 5 de junio – Cheonan | 0     |                              |                              | 11 de junio – Suwon | 11 de junio – Suwon |             |             |  |  |       |       |
|  | Senegal              | México               | 0                    | 0     | Uruguay                      | 0 (1)                        |                     |                     |             |             |  |  |       |       |
|  | 31 de mayo – Jeonju  | México               | 0                    |       | Uruguay                      | 0 (1)                        |                     |                     |             |             |  |  |       |       |
|  |                      | Inglaterra           | 1                    |       | Italia (p.)                  | 0 (4)                        |                     |                     |             |             |  |  |       |       |
|  | Inglaterra           | Inglaterra           | 1                    | 2     | Italia (p.)                  | 0 (4)                        |                     |                     |             |             |  |  |       |       |
|  | Inglaterra           |                      |                      | 2     |                              |                              |                     |                     |             |             |  |  |       |       |
|  | Costa Rica           | 1                    |                      |       |                              |                              |                     |                     |             |             |  |  |       |       |
|  | Costa Rica           | 1                    |                      |       |                              |                              |                     |                     |             |             |  |  |       |       |

### Octavos de final
| 30 de mayo de 2017, 17:00 | Venezuela    | 1:0 (0:0, 0:0) (t. s.) | Japón | Estadio Mundialista, Daejeon                            |                                                         |
|                           | Herrera 108' | Reporte                |       | Asistencia: 2013 espectadores Árbitro(s): Björn Kuipers | Asistencia: 2013 espectadores Árbitro(s): Björn Kuipers |

| 30 de mayo de 2017, 20:00 | Corea del Sur     | 1:3 (0:2) | Portugal                        | Estadio de Cheonan, Cheonan                              |                                                          |
|                           | Lee Sang-heon 81' | Reporte   | Xadas 10' 69' · Bruno Costa 27' | Asistencia: 21 361 espectadores Árbitro(s): Andrés Cunha | Asistencia: 21 361 espectadores Árbitro(s): Andrés Cunha |

| 31 de mayo de 2017, 17:00 | Uruguay               | 1:0 (0:0) | Arabia Saudita | Estadio Mundialista, Suwon                              |                                                         |
|                           | De la Cruz 50' (pen.) | Reporte   |                | Asistencia: 2522 espectadores Árbitro(s): Janny Sikazwe | Asistencia: 2522 espectadores Árbitro(s): Janny Sikazwe |

| 31 de mayo de 2017, 20:00 | Inglaterra      | 2:1 (1:0) | Costa Rica | Estadio Mundialista, Jeonju                              |                                                          |
|                           | Lookman 35' 63' | Reporte   | Leal 89'   | Asistencia: 4428 espectadores Árbitro(s): Julio Bascuñán | Asistencia: 4428 espectadores Árbitro(s): Julio Bascuñán |

| 31 de mayo de 2017, 20:00 | Zambia                                                  | 4:3 (3:3, 0:1) (t. s.) | Alemania                               | Estadio Mundialista, Seogwipo                          |                                                        |
|                           | E. Banda 50' · F. Sakala 68' · Mwepu 86' · Mayembe 107' | Reporte                | Ochs 37' · Serdar 89' · Arweiler 90+4' | Asistencia: 2925 espectadores Árbitro(s): Joel Aguilar | Asistencia: 2925 espectadores Árbitro(s): Joel Aguilar |

| 1 de junio de 2017, 16:30 | México       | 1:0 (0:0) | Senegal | Estadio de Incheon, Incheon                            |                                                        |
|                           | Cisneros 89' | Reporte   |         | Asistencia: 3276 espectadores Árbitro(s): Cüneyt Çakır | Asistencia: 3276 espectadores Árbitro(s): Cüneyt Çakır |

| 1 de junio de 2017, 20:00 | Francia             | 1:2 (1:1) | Italia                    | Estadio de Cheonan, Cheonan                                |                                                            |
|                           | Augustin 37' (pen.) | Reporte   | Orsolini 27' · Panico 53' | Asistencia: 3321 espectadores Árbitro(s): Szymon Marciniak | Asistencia: 3321 espectadores Árbitro(s): Szymon Marciniak |

| 1 de junio de 2017, 20:00 | Estados Unidos                                                                | 6:0 (1:0) | Nueva Zelanda | Estadio de Incheon, Incheon                                     |                                                                 |
|                           | Sargent 32' · Ebobisse 64' · Lennon 65' · Glad 76' · Trusty 84' · Kunga 90+3' | Reporte   |               | Asistencia: 5667 espectadores Árbitro(s): Abdulrahman Al Jassim | Asistencia: 5667 espectadores Árbitro(s): Abdulrahman Al Jassim |

### Cuartos de final
| 4 de junio de 2017, 15:00 | Venezuela                      | 2:1 (0:0, 0:0) (t. s.) | Estados Unidos | Estadio Mundialista, Jeonju                              |                                                          |
|                           | Peñaranda 96' · Ferraresi 115' | Reporte                | Ebobisse 117'  | Asistencia: 2671 espectadores Árbitro(s): Jonas Eriksson | Asistencia: 2671 espectadores Árbitro(s): Jonas Eriksson |

| 4 de junio de 2017, 18:00 | Portugal                                                  | 2:2 (2:2, 2:1) (t. s.)(4:5 p.) | Uruguay                                                          | Estadio Mundialista, Daejeon                          |                                                       |
|                           | Silva 1' · Gonçalvez 41'                                  | Reporte                        | Bueno 16' · Valverde 50' (pen.)                                  | Asistencia: 5086 espectadores Árbitro(s): César Ramos | Asistencia: 5086 espectadores Árbitro(s): César Ramos |
|                           |                                                           | Tiros desde el punto penal     |                                                                  |                                                       |                                                       |
|                           | Dias · Dalot · Xadas · Gedson · Pêpê · Gomes · A. Ribeiro |                                | Valverde · Rodríguez · Canobbio · Ardaiz · Amaral · Viña · Bueno |                                                       |                                                       |

| 5 de junio de 2017, 17:00 | Italia                                 | 3:2 (2:2, 0:1) (t. s.) | Zambia                  | Estadio Mundialista, Suwon                               |                                                          |
|                           | Orsolini 50' · Dimarco 88' · Vido 111' | Reporte                | Daka 4' · F. Sakala 84' | Asistencia: 6252 espectadores Árbitro(s): Roddy Zambrano | Asistencia: 6252 espectadores Árbitro(s): Roddy Zambrano |

| 5 de junio de 2017, 20:00 | México | 0:1 (0:0) | Inglaterra  | Estadio de Cheonan, Cheonan                                      |                                                                  |
|                           |        | Reporte   | Solanke 47' | Asistencia: 5953 espectadores Árbitro(s): Abdulla Hassan Mohamed | Asistencia: 5953 espectadores Árbitro(s): Abdulla Hassan Mohamed |

### Semifinales
| 8 de junio de 2017, 17:00 | Uruguay                                                  | 1:1 (1:1, 0:0) (t. s.)(3:4 p.) | Venezuela                                        | Estadio Mundialista, Daejeon                               |                                                            |
|                           | De la Cruz 49' (pen.)                                    | Reporte                        | Sosa 90+1'                                       | Asistencia: 3486 espectadores Árbitro(s): Szymon Marciniak | Asistencia: 3486 espectadores Árbitro(s): Szymon Marciniak |
|                           |                                                          | Tiros desde el punto penal     |                                                  |                                                            |                                                            |
|                           | Valverde · Rodríguez · Canobbio · Bentancur · De la Cruz |                                | Peñaranda · Sosa · Hernández · Soteldo · Herrera |                                                            |                                                            |

| 8 de junio de 2017, 20:00 | Italia      | 1:3 (1:0) | Inglaterra                    | Estadio Mundialista, Jeonju                                   |                                                               |
|                           | Orsolini 2' | Reporte   | Solanke 66' 88' · Lookman 77' | Asistencia: 5329 espectadores Árbitro(s): Antonio Mateu Lahoz | Asistencia: 5329 espectadores Árbitro(s): Antonio Mateu Lahoz |

### Tercer lugar
| 11 de junio de 2017, 15:30 | Uruguay                     | 0:0 (1:4 p.)               | Italia                                 | Estadio Mundialista, Suwon                              |                                                         |
|                            |                             | Reporte                    |                                        | Asistencia: 10 749 espectadores Árbitro(s): César Ramos | Asistencia: 10 749 espectadores Árbitro(s): César Ramos |
|                            |                             | Tiros desde el punto penal |                                        |                                                         |                                                         |
|                            | Valverde · Amaral · Boselli |                            | Vido · Marchizza · Mandragora · Panico |                                                         |                                                         |

### Final
| 11 de junio de 2017, 19:00 | Venezuela | 0:1 (0:1) | Inglaterra        | Estadio Mundialista, Suwon                                |                                                           |
|                            |           | Reporte   | Calvert-Lewin 35' | Asistencia: 30 346 espectadores Árbitro(s): Björn Kuipers | Asistencia: 30 346 espectadores Árbitro(s): Björn Kuipers |

|                                |
| Bandera de Inglaterra          |
| Campeón Inglaterra 1.er título |

## Estadísticas

### Tabla acumulada

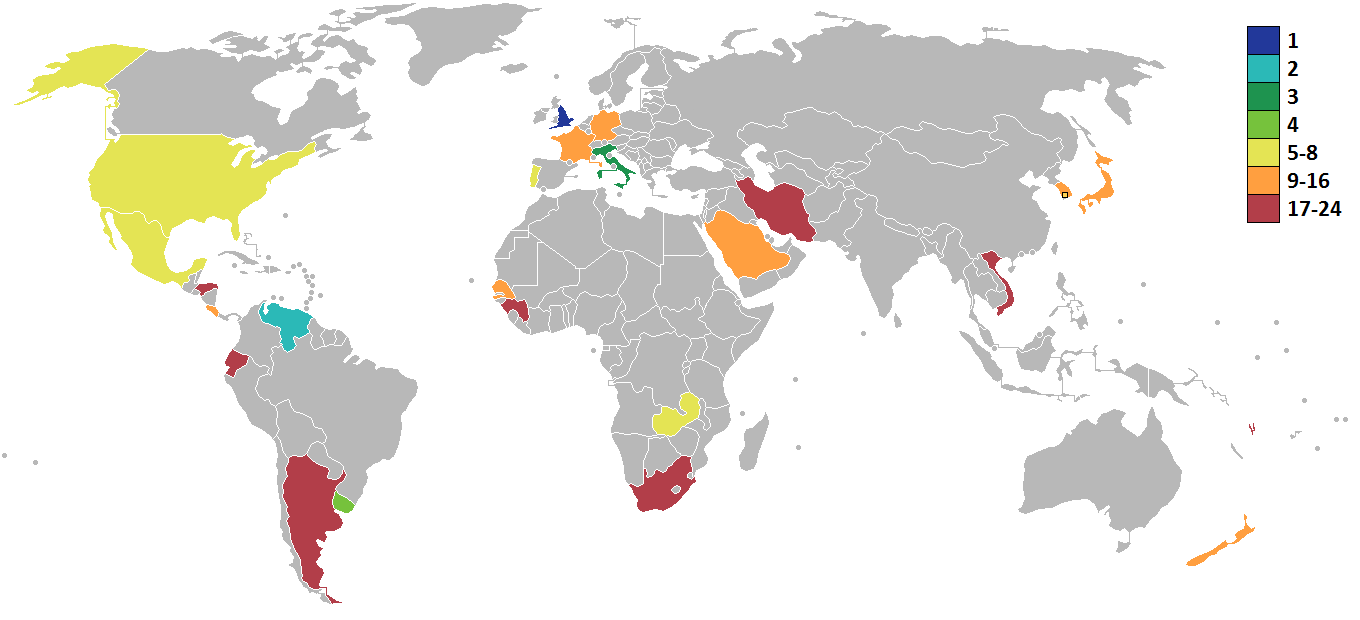
Mapa de los resultados de la Copa

|  | Equipo | Equipo         | Pts | PJ | PG | PE | PP | GF | GC | Dif | Rend   |
|  | ------ | -------------- | --- | -- | -- | -- | -- | -- | -- | --- | ------ |
|  | 1      | Inglaterra     | 19  | 7  | 6  | 1  | 0  | 12 | 3  | 9   | 90,47% |
|  | 2      | Venezuela      | 16  | 7  | 5  | 1  | 1  | 14 | 3  | 11  | 76,19% |
|  | 3      | Italia         | 11  | 7  | 3  | 2  | 2  | 10 | 9  | 1   | 52,38% |
|  | 4      | Uruguay        | 13  | 7  | 3  | 4  | 0  | 7  | 3  | 4   | 61,90% |
|  | 5      | Zambia         | 9   | 5  | 3  | 0  | 2  | 12 | 10 | 2   | 60,00% |
|  | 6      | Estados Unidos | 8   | 5  | 2  | 2  | 1  | 12 | 6  | 6   | 53,33% |
|  | 7      | Portugal       | 8   | 5  | 2  | 2  | 1  | 9  | 7  | 2   | 53,33% |
|  | 8      | México         | 7   | 5  | 2  | 1  | 2  | 4  | 4  | 0   | 46,66% |
|  | 9      | Francia        | 9   | 4  | 3  | 0  | 1  | 10 | 2  | 8   | 75,00% |
|  | 10     | Corea del Sur  | 6   | 4  | 2  | 0  | 2  | 6  | 5  | 1   | 50,00% |
|  | 11     | Senegal        | 4   | 4  | 1  | 1  | 2  | 2  | 2  | 0   | 33,33% |
|  | 12     | Costa Rica     | 4   | 4  | 1  | 1  | 2  | 3  | 4  | -1  | 33,33% |
|  | 13     | Alemania       | 4   | 4  | 1  | 1  | 2  | 6  | 8  | -2  | 33,33% |
|  | 14     | Japón          | 4   | 4  | 1  | 1  | 2  | 4  | 6  | -2  | 33,33% |
|  | 15     | Arabia Saudita | 4   | 4  | 1  | 1  | 2  | 3  | 5  | -2  | 33,33% |
|  | 16     | Nueva Zelanda  | 4   | 4  | 1  | 1  | 2  | 3  | 9  | -6  | 33,33% |
|  | 17     | Argentina      | 3   | 3  | 1  | 0  | 2  | 6  | 5  | 1   | 33,33% |
|  | 18     | Irán           | 3   | 3  | 1  | 0  | 2  | 4  | 6  | -2  | 33,33% |
|  | 19     | Honduras       | 3   | 3  | 1  | 0  | 2  | 3  | 6  | -3  | 33,33% |
|  | 20     | Ecuador        | 2   | 3  | 0  | 2  | 1  | 4  | 5  | -1  | 22,22% |
|  | 21     | Sudáfrica      | 1   | 3  | 0  | 1  | 2  | 1  | 4  | -3  | 11,11% |
|  | 22     | Vietnam        | 1   | 3  | 0  | 1  | 2  | 0  | 6  | -6  | 11,11% |
|  | 23     | Guinea         | 1   | 3  | 0  | 1  | 2  | 1  | 9  | -8  | 11,11% |
|  | 24     | Vanuatu        | 0   | 3  | 0  | 0  | 3  | 4  | 13 | -9  | 0%     |

### Goleadores
| Jugador             | Selección      | Goles | Partidos | Minutos |
| ------------------- | -------------- | ----- | -------- | ------- |
| Riccardo Orsolini   | Italia         | 5     | 7        | 568'    |
| Jean-Kevin Augustin | Francia        | 4     | 3        | 218'    |
| Josh Sargent        | Estados Unidos | 4     | 5        | 423'    |
| Fashion Sakala      | Zambia         | 4     | 5        | 492'    |
| Dominic Solanke     | Inglaterra     | 4     | 6        | 512'    |
| Sergio Córdova      | Venezuela      | 4     | 6        | 566'    |
| Reza Shekari        | Irán           | 3     | 3        | 261'    |
| Bong Kalo           | Vanuatu        | 3     | 3        | 270'    |
| Ritsu Doan          | Japón          | 3     | 4        | 390'    |
| Ademola Lookman     | Inglaterra     | 3     | 5        | 413'    |

### Asistencias
| Jugador             | Selección      | Asistencias | Minutos |
| ------------------- | -------------- | ----------- | ------- |
| Emmanuel Banda      | Zambia         | 3           | 364'    |
| Brooks Lennon       | Estados Unidos | 3           | 469'    |
| Adalberto Peñaranda | Venezuela      | 3           | 554'    |
| Andrea Favilli      | Italia         | 3           | 570'    |
| Luca de la Torre    | Estados Unidos | 3           | 479'    |
| Ronaldo Lucena      | Venezuela      | 3           | 630'    |
| Denis Poha          | Francia        | 2           | 199'    |
| Enock Mwepu         | Zambia         | 2           | 407'    |
| Kieran Dowell       | Inglaterra     | 2           | 419'    |
| Bruno Xadas         | Portugal       | 2           | 449'    |

## Premios y reconocimientos

### Bota de Oro
| Premio         |                | Jugador             | Selección      | Goles |
| -------------- | -------------- | ------------------- | -------------- | ----- |
| Bota de Oro    | Bota de Oro    | Riccardo Orsolini   | Italia         | 5     |
| Bota de Plata  |                | Josh Sargent        | Estados Unidos | 4     |
| Bota de Bronce | Bota de Bronce | Jean-Kevin Augustin | Francia        | 4     |

### Balón de Oro
El Balón de Oro es para el mejor futbolista del torneo. 
| Premio          |                 | Jugador           | Selección  |
| --------------- | --------------- | ----------------- | ---------- |
| Balón de Oro    | Balón de Oro    | Dominic Solanke   | Inglaterra |
| Balón de Plata  | Balón de Plata  | Federico Valverde | Uruguay    |
| Balón de Bronce | Balón de Bronce | Yangel Herrera    | Venezuela  |

### Guante de Oro
El Guante de Oro es para el mejor arquero del torneo.
| Premio        |               | Jugador         | Selección  |
| ------------- | ------------- | --------------- | ---------- |
| Guante de Oro | Guante de Oro | Freddie Woodman | Inglaterra |

### Premio Fair Play
El Premio Fair Play de la FIFA distinguió al equipo con el mejor registro disciplinario de la competición. 
| Selección |
| México    |
| --------- |